# Cambarus speciosus
 (novembre 2024).
Si vous disposez d'ouvrages ou d'articles de référence ou si vous connaissez des sites web de qualité traitant du thème abordé ici, merci de compléter l'article en donnant les références utiles à sa vérifiabilité et en les liant à la section « Notes et références ».
En pratique : Quelles sources sont attendues ? Comment ajouter mes sources ?
Espèce
Statut de conservation UICN

 NT  : Quasi menacé
Cambarus speciosus est une espèce d'écrevisse, appartenant à la famille des Cambaridae. Elle est endémique des États-Unis.